# Ashley Young
Ashley Simon Young (sinh ngày 9 tháng 7 năm 1985) là một cầu thủ bóng đá chuyên nghiệp người Anh hiện đang thi đấu ở vị trí tiền vệ cánh hoặc hậu vệ cánh cho câu lạc bộ Ipswich Town tại Giải vô địch bóng đá Anh .
Young bắt đầu sự nghiệp của mình tại Watford và xuất hiện lần đầu tiên vào năm 2003 dưới sự dẫn dắt của huấn luyện viên Ray Lewington. Anh trở thành đội một thường xuyên trong mùa giải 2004–05 và là một trong những cầu thủ quan trọng của Watford trong mùa giải 2005–06 giành quyền thăng hạng của họ. Tháng 1 năm 2007, anh chuyển đến Aston Villa với mức phí ban đầu là 8 triệu bảng, nơi anh đã giành được danh hiệu Cầu thủ trẻ xuất sắc nhất của PFA vào năm 2009. Sang tháng 6 năm 2011, Young ký hợp đồng với Manchester United với mức phí khoảng 17 triệu bảng. Anh đã giành được năm danh hiệu tại United, bao gồm Premier League vào năm 2013, FA Cup vào năm 2016 và Europa League vào năm 2017. Tháng 1 năm 2020, Young ký hợp đồng với Inter Milan. Với việc cùng Inter vô địch Serie A vào năm 2021, Young trở thành cầu thủ người Anh thứ ba giành chức vô địch giải đấu hàng đầu nước Ý.
Young thi đấu 39 trận cho đội tuyển Anh từ năm 2007 đến 2018, ghi được bảy bàn quốc tế. Anh là một phần của đội tại UEFA Euro 2012 và FIFA World Cup 2018, lọt vào bán kết của hai giải đấu này.

## Sự nghiệp câu lạc bộ

### Watford
Young gia nhập hệ thống học viện Watford năm 10 tuổi. Anh ấy đã phát triển ở đó cho đến mùa hè năm 2001, khi anh ấy được câu lạc bộ thông báo rằng anh ấy sẽ không nhận được học bổng toàn phần và có thể tìm kiếm một đội khác. Mặc dù bị từ chối, Young vẫn tiếp tục ở lại câu lạc bộ bán thời gian và cố gắng cải thiện bản thân với tư cách là một cầu thủ và chứng tỏ anh có thể lọt vào đội một. Anh ấy bắt đầu tập luyện với đội U18, mặc dù mới 16 tuổi và sẽ bắt đầu các trận đấu vào cuối mùa giải. Anh ấy đã chuyển sang đội U21 và cuối cùng đã được câu lạc bộ đề nghị một hợp đồng chuyên nghiệp.  Cầu thủ 18 tuổi đã được trao lần đầu tiên đội bóng đầu tiên của mình dưới Ray Lewington trong tháng 9 năm 2003, ghi bàn như một sự thay thế chống lạiMillwall .  Anh ấy đã có được năm lần ra sân thay người trong mùa giải đó, ghi được ba bàn thắng và có trận đấu đầu tiên cho câu lạc bộ ở League Cup . Young trở nên nổi bật trong mùa giải 2004–05, góp mặt trong 34 trận đấu của Watford khi họ phải vật lộn để tồn tại ở Championship . Mặc dù không thể tìm thấy lưới, nhưng màn trình diễn của anh ấy trong mùa giải này đã giúp anh ấy giành được giải thưởng Cầu thủ trẻ xuất sắc nhất mùa của câu lạc bộ.
Dưới thời Aidy Boothroyd trong mùa giải 2005–06, Young được ký hợp đồng mới với vị trí tiền đạo và tiền vệ cánh phải. Young đã đá chính 41 trận tại League, ghi 15 bàn, trong đó có bàn thắng ở trận bán kết lượt đi với Crystal Palace , khi Watford đủ điều kiện tham dự vòng play-off và cuối cùng đánh bại Leeds United với tỷ số 3–0 để giành quyền thăng hạng lên Premier League . Trong mùa giải đó, Young đã ghi một số bàn thắng đẹp mắt, bao gồm các cú sút phạt vào lưới Plymouth Argyle và Leeds, một cú sút vào góc cao từ cự ly hơn 30 mét trước Coventry City , và một cú cứa lòng vào lưới Queens Park Rangers.. Tuy nhiên, chính trong mùa giải này, lần đầu tiên trong sự nghiệp, Young được tung vào sân trong trận derby địa phương trên sân khách Luton Town .
Young đã bắt đầu mùa giải Premier League 2006–07 của Watford rất tốt, ghi ba bàn trong giải đấu, bao gồm một pha lập công ở phút cuối trong trận hòa 3–3 với Fulham (anh cũng đã ghi bàn thắng thứ hai cho Watford trong trận đấu), và một bàn thắng vào lưới Middlesbrough , trong trận thắng đầu tiên trong mùa giải của Watford vào tháng Mười. Anh cũng sút phạt thành công trong chiến thắng 2-1 trên sân nhà trước Hull City tại League Cup.  Trong kỳ chuyển nhượng tháng 1 năm 2007, ba câu lạc bộ giấu tên đã đưa ra lời đề nghị trị giá 5 triệu bảng cho cầu thủ dưới 21 tuổi.  Watford đã từ chối những cách tiếp cận này, cũng như lời đề nghị trị giá 7 triệu bảng, một lần nữa từ một câu lạc bộ vô danh.  Một đề nghị cải thiện gần 10 triệu bảng từ West Ham Unitedđã được chấp nhận. Tuy nhiên, Young đã từ chối động thái này, chọn chờ đợi lời đề nghị từ các câu lạc bộ mà việc xuống hạng không phải là vấn đề.

### Aston Villa

#### 2007–2009

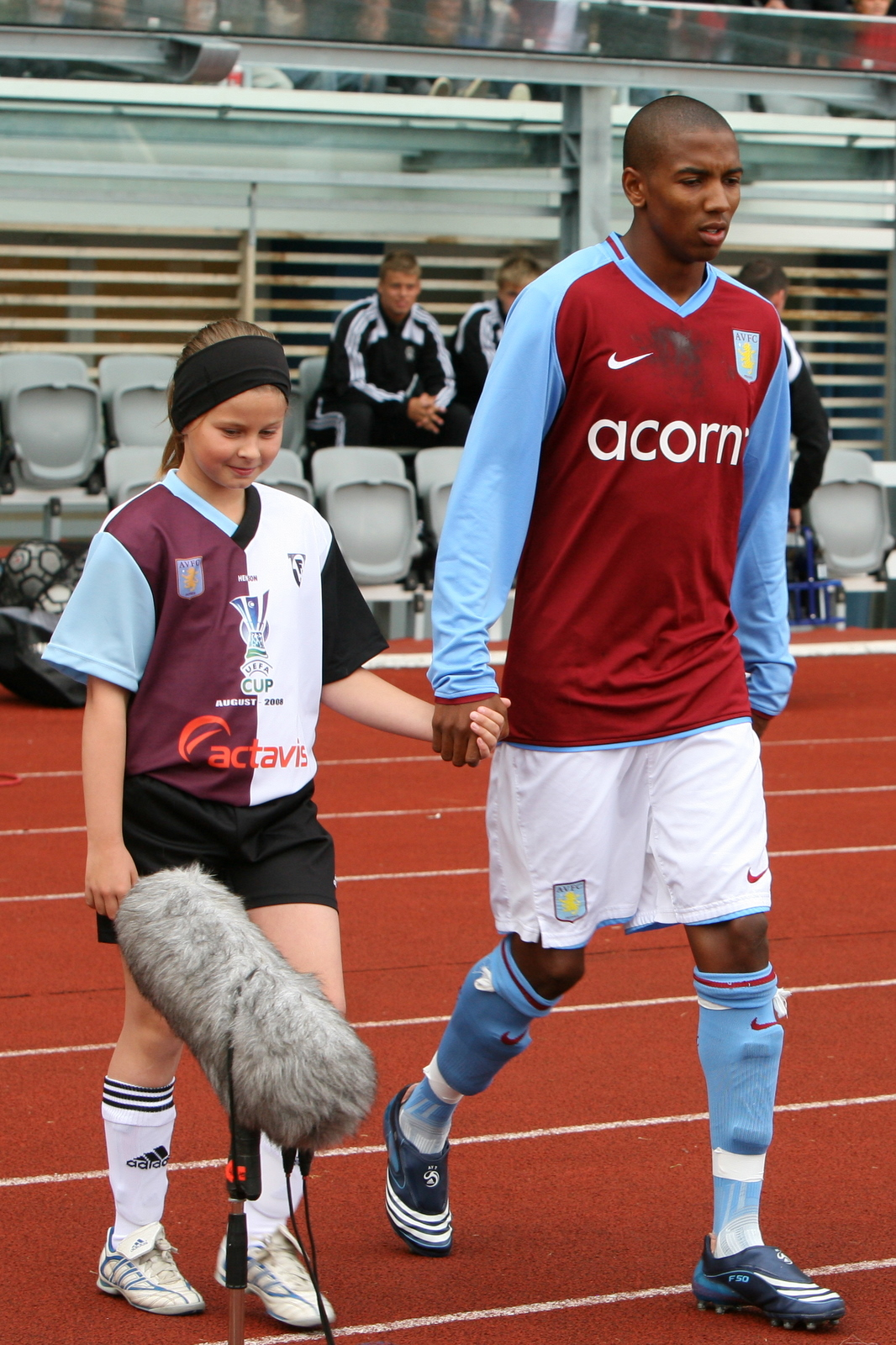
Young với Aston Villa năm 2008.

Vào ngày 23 tháng 1 năm 2007, Aston Villa hoàn tất việc ký hợp đồng với Young với mức phí 8 triệu bảng (tăng lên 9,65 triệu bảng kèm theo các tiện ích bổ sung).  Vào thời điểm đó, đây là mức phí cao nhất mà Aston Villa từng trả cho một cầu thủ.  Vào ngày 31 tháng 1 năm 2007, anh ghi bàn trong trận ra mắt của mình cho Villa tại St James 'Park trước Newcastle United , nhưng Villa đã để thua 3–1.  Young khởi đầu mùa giải 2007–08 tốt, nhận được một số giải thưởng Cầu thủ xuất sắc nhất trận, đỉnh cao là được gọi vào đội tuyển Anh.
Trong 2007-08 Premier League mùa giải, Young đã hoàn thành thứ hai để Cesc Fabregas trong hỗ trợ với 17. Anh đã được đưa vào đội Premier League của năm, và ngoài David James của Portsmouth, là cầu thủ duy nhất khác đã không đến từ bất kỳ đội "Big Four" nào (Chelsea, Arsenal, Liverpool và Manchester United) để lọt vào danh sách XI hay nhất mùa giải.
Vào ngày 20 tháng 4 năm 2008, Young ghi hai bàn và kiến tạo hai bàn cho Aston Villa trước Birmingham City tại Villa Park và Villa đã giành chiến thắng trong trận đấu với tỷ số 5–1. Anh cũng ghi bàn quyết định vào lưới câu lạc bộ Đan Mạch Odense Boldklub trong trận lượt về vòng ba UEFA Intertoto Cup trên sân nhà của Villa . Vào ngày 10 tháng 10 năm 2008, Young đã giành được giải thưởng Cầu thủ xuất sắc nhất tháng của Premier League. Điều này là do màn trình diễn của anh ấy trong mùa giải Premier League 2008–09. Cũng đã giành được giải thưởng này vào tháng 4 năm 2008, Young gia nhập danh sách những cầu thủ đã nhiều lần giành được giải thưởng này bao gồm Cristiano Ronaldo, Wayne Rooney và Steven Gerrard. Vào ngày 7 tháng 12 năm 2008, trong chiến thắng 3-2 trước Everton, Young ghi được hai bàn thắng, một là một người chiến thắng phút bù giờ sau khi Everton 's Joleon Lescott, một fan thời niên thiếu Villa, đã cân bằng giây trước đó. Người quản lý Martin O'Neill sau đó đã mô tả cầu thủ này là 'đẳng cấp thế giới' trong cuộc họp báo sau trận đấu. Young ký hợp đồng mới có thời hạn 4 năm cho đến năm 2012 vào ngày 4 tháng 11 năm 2008. Vào ngày 10 tháng 1 năm 2009, Young một lần nữa được trao giải Cầu thủ xuất sắc nhất tháng của Premier League vào tháng 12, cùng với O'Neill, người đã giành được giải Người quản lý của Giải thưởng tháng. Anh ấy đã trở thành cầu thủ đầu tiên giành được ba giải thưởng Cầu thủ xuất sắc nhất Premier League trong cùng một năm. Trong trận đấu với Sunderland vào ngày 18 tháng 1 năm 2009, Young đã bị đuổi khỏi sân vì phạm lỗi hai chân với Dean Whitehead của Sunderland . Vào ngày 26 tháng 4 năm 2009, anh giành được giải thưởng Cầu thủ trẻ xuất sắc nhất của PFA.

#### 2009–2011
Vào ngày 24 tháng 8 năm 2009, Young đã ghi được một quả phạt đền khi Aston Villa giành chiến thắng 3-1 trước Liverpool tại Anfield .  Tuy nhiên, anh ấy đã bỏ lỡ một quả phạt đền ba ngày sau đó trong trận đấu trên sân nhà tại UEFA Europa League với Rapid Wien. Young đã giành được hai quả phạt đền trong hiệp một của trận đấu (một quả đá hỏng, quả phạt còn lại do James Milner chuyển đổi ) khi Aston Villa bị loại khỏi giải đấu vì luật bàn thắng sân khách. [ cần dẫn nguồn ]
Trong mùa giải 2010–11 , Young trở thành đội phó của câu lạc bộ và chơi ở vị trí tự do mới phía sau tiền đạo, cho phép anh di chuyển từ cánh này sang cánh khác và qua trung tâm. Young ghi bàn thắng đầu tiên của mình trong mùa giải 2010–11 với một cú đá phạt trực tiếp trong trận đấu ở Premier League trên sân nhà với Bolton Wanderers vào ngày 18 tháng 9 năm 2010. Anh kết thúc mùa giải với chín bàn thắng và mười bốn đường kiến tạo trong 39 lần ra sân cho Villa trên mọi đấu trường. . Với một năm còn lại để thực hiện hợp đồng hiện tại của mình, Young nói rằng anh ấy sẽ không đưa ra quyết định về tương lai của mình cho đến cuối mùa giải. Vào ngày 20 tháng 6 năm 2011, tân quản lý biệt thự Alex McLeishthừa nhận rằng anh ấy đã cam chịu để mất Young, nói rằng, "Nó vẫn chưa được xác nhận nhưng nó có vẻ có khả năng."

### Manchester United

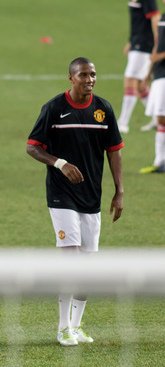
Young tập luyện với Man Utd năm 2011.

#### 2011–2014
Vào ngày 23 tháng 6 năm 2011, Young đã hoàn tất việc chuyển đến Manchester United với một khoản phí không được tiết lộ, được báo cáo là khoảng 17 triệu bảng, đã qua kiểm tra y tế một ngày trước đó, đánh bại Liverpool để ký hợp đồng.  Anh ấy đã ký hợp đồng 5 năm với câu lạc bộ.  Anh được trao chiếc áo số 18 mà Paul Scholes đã mặc trước đó. Anh có trận ra mắt đầu tiên cho United trong trận thắng 3–2 trận derby trước Manchester City tại FA Community Shield 2011, chơi trọn vẹn 90 phút và thực hiện một pha kiến tạo.
Anh có trận ra mắt giải đấu cho United trước West Bromwich Albion vào ngày 14 tháng 8 năm 2011, ghi bàn đầu tiên cho Wayne Rooney và phản lưới nhà sau một pha thoát xuống bên cánh trái và tạt vào, trong chiến thắng 2-1 trên sân khách.  Anh ghi hai bàn đầu tiên cho United vào ngày 28 tháng 8 trong chiến thắng 8–2 trước Arsenal tại Old Trafford . Cả hai xảy ra sau khi cắt vào trong từ cánh trái và uốn cong hai cú sút chân phải vào góc xa. Young có trận ra mắt tại UEFA Champions League vào ngày 27 tháng 9 năm 2011, ghi bàn thắng đánh đầu ở phút 90 để giúp Manchester United có trận hòa 3–3 trước Basel . Sau chấn thương dài hạn, Young đã trở lại trên sân Stamford Bridgetrong trận hòa 3–3 ở Premier League trước Chelsea vào ngày 5 tháng 2 năm 2012. Vào ngày 16 tháng 2, anh ghi bàn thắng dẫn đầu trong chiến thắng 2–0 trên sân khách ở Europa League trước Ajax tại Amsterdam Arena . Vào ngày 4 tháng 3 năm 2012, Young ghi hai bàn và kiến tạo vào lưới Tottenham Hotspur tại White Hart Lane trong chiến thắng 3–1 tại Premier League.  Vào ngày 2 tháng 4, anh ghi bàn trong chiến thắng 2–0 trước Blackburn Rovers tại Ewood Park.

### 2014–2017

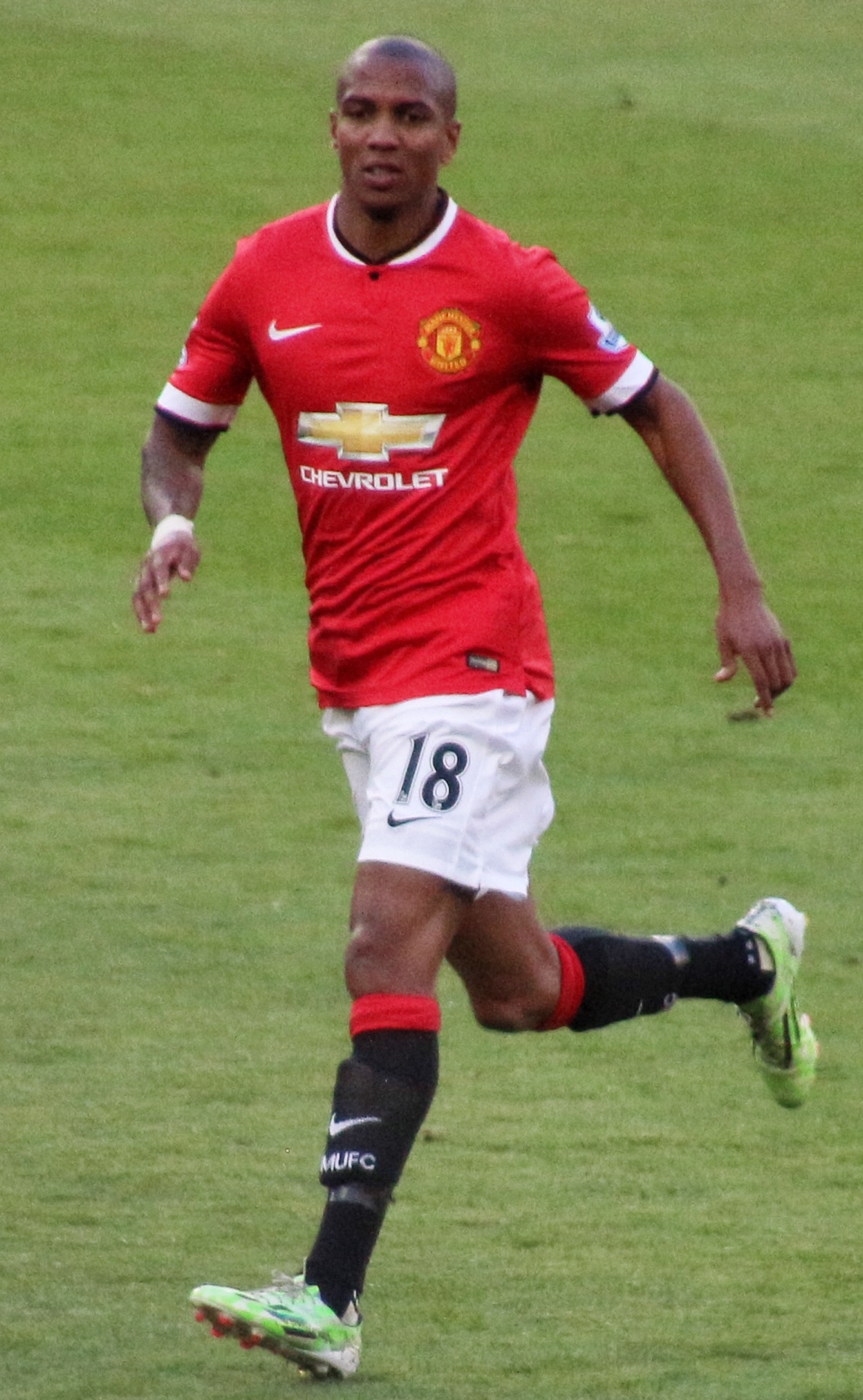
Young thi đấu cho Man Utd năm 2015.

Sau khi chơi ở vị trí này ở giai đoạn tiền mùa giải, Young bắt đầu trong trận đấu đầu tiên của Louis van Gaal vào ngày 16 tháng 8 năm 2014 ở vị trí hậu vệ cánh trong sơ đồ 3–5–2, trận đấu khiến United thua Swansea City 2–1. Anh ấy bị chấn thương gân khoeo trong trận hòa 1-1 với Stoke City vào ngày 1 tháng 1 năm 2015. Young trở lại vào ngày 3 tháng 2 trong chiến thắng 3–0 trước Cambridge United, vào sân ở phút 81 thay cho Marcos Rojo. Vào ngày 4 tháng 3, Young ghi bàn thắng đầu tiên trong mùa giải trong chiến thắng 1–0 trước Newcastle United. Vào ngày 12 tháng 4, anh được vinh danh là Cầu thủ xuất sắc nhất trận đấu sau khi ghi bàn thắng gỡ hòa và cung cấp hai đường kiến tạo trong chiến thắng 4–2 trên sân nhà trước Manchester City. Anh ấy đóng một vai trò quan trọng trong chiến thắng 2-1 của United trước Crystal Palace vào ngày 9 tháng 5, với việc anh ấy giành được một quả phạt đền mà Juan Mata đã chuyển đổi và cung cấp đường kiến tạo cho cú đánh đầu của Marouane Fellaini, giúp anh ấy một lần nữa trở thành Người của trận đấu. Trong trận đấu tiếp theo vào ngày 17 tháng 5, Young một lần nữa cung cấp một đường kiến tạo, lần này là cú vô lê của Ander Herrera vào lưới Arsenal, kết thúc trận hòa 1-1. Young đã dành cả mùa giải để chơi cả ở cánh và hậu vệ cánh dưới thời Van Gaal, sau này là vị trí mà người quản lý cảm thấy là tốt nhất của anh ấy.
Vào ngày 7 tháng 8 năm 2015, Young ký hợp đồng ba năm mới với Manchester United, giữ anh ở lại câu lạc bộ cho đến tháng 6 năm 2018, với tùy chọn gia hạn thêm một năm.  lần ra sân của Young vào đầu mùa là ít, khi anh chỉ ra sân một lần trong bảy trận mở màn Premier League của United, đây là trận mở màn vào ngày 8 tháng 8 năm 2015, chiến thắng 1–0 trước Tottenham Hotspur.  Vào ngày 12 tháng 9, Young đã chơi với tiền đạo Anthony Martial để ghi bàn thắng đầu tiên cho United trong chiến thắng 3–1 trước đối thủ Liverpool.  Young trở lại đội hình xuất phát ở vị trí hậu vệ trái vào ngày 4 tháng 10 trước Arsenal, kết thúc bằng thất bại 3–0 trên sân khách. Anh bắt đầu ở vị trí hậu vệ phải trong trận gặp West Brom vào ngày 7 tháng 11, kết thúc với chiến thắng 2–0 cho United; Đây là vị trí mà anh ấy thường xuyên chơi trong suốt tháng 11, 12 và 1 do chấn thương của Antonio Valencia .  Vào ngày 2 tháng 1 năm 2016, Young hỗ trợ Anthony Martial thực hiện quả tạt vào vòng cấm để mở tỷ số vào lưới Swansea City, trận đấu kết thúc với chiến thắng 2-1 cho United.  Young bị 'chấn thương háng nghiêm trọng' trong trận gặp Liverpool vào ngày 17 tháng 1, khiến anh phải ngồi ngoài trong vài tháng.  Anh trở lại vào ngày 10 tháng 4 trước Tottenham Hotspur, thay thế Marcus Rashford ở hiệp một, chơi trước trong trận thua 3–0. Quyết định để Young chơi ở vị trí tiền đạo khiến Van Gaal phải đối mặt với những lời chỉ trích nặng nề, tuy nhiên cầu thủ người Hà Lan đã bảo vệ hành động của mình bằng cách giải thích rằng ông "muốn chạy nhiều hơn ở phía sau."  Young ghi bàn thắng duy nhất trong mùa giải vào ngày 17 tháng 5, ngày cuối cùng của Premier League, trong chiến thắng 3–1 trước AFC Bournemouth sau khi vào sân thay Anthony Martial.  Vào ngày 21 tháng 5, anh giành FA Cup sau khi đánh bại Crystal Palace 2-1 trong trận chung kết sau hiệp phụ, chơi ở cả tiền đạo và hậu vệ trái sau khi vào thay Marcus Rashford ở phút 72 - đánh dấu chiếc cúp quốc nội thứ ba của anh với chiếc câu lạc bộ. 

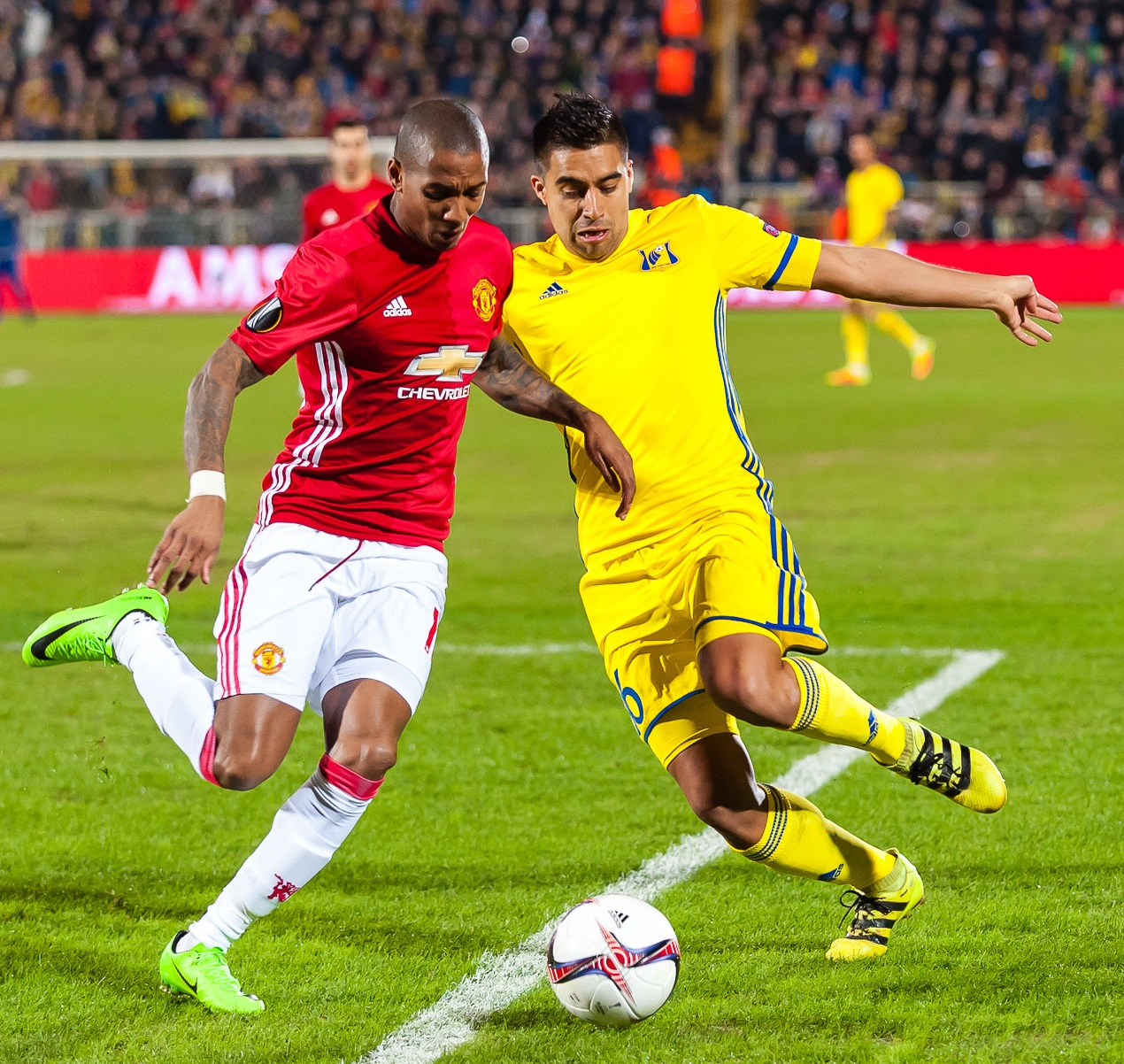
Young (trái) chơi cho Man Utd năm 2017.

Việc bổ nhiệm José Mourinho làm huấn luyện viên khiến thời gian thi đấu của Young bị hạn chế trong nửa đầu mùa giải. Lần ra sân đầu tiên của anh ấy là vào ngày 15 tháng 9 năm 2016 trong trận đấu với Feyenoord tại Europa League , vào sân ở phút 63 thay cho Juan Mata trong trận thua 1–0.  Trận đấu đầu tiên của anh ấy là trận gặp Northampton Town tại EFL Cup vào ngày 21 tháng 9, với Young chơi ở cánh trong chiến thắng 3–1.  Young ra sân trong hai trận tiếp theo khi vào sân thay người, trước Leicester City trong chiến thắng 4–1 vào ngày 24 tháng 9 và vào ngày 29 tháng 9 trước Zorya Luhansk trong trận thắng 1–0 tại Europa League. Từ tháng 10 đến tháng 1, Young chỉ ra sân bốn lần - tất cả đều xuất phát ở vị trí hậu vệ cánh hoặc hậu vệ cánh. Mặc dù cơ hội bị hạn chế, một trong số này đã đến với đối thủ Liverpool vào ngày 17 tháng 10, trong trận hòa 0–0 tại Anfield. Trận đấu tiếp theo của anh ấy là trận gặp Blackburn Rovers tại FA Cup vào ngày 19 tháng 2 năm 2017, chơi trọn vẹn 90 phút trong chiến thắng 2-1 trên sân khách.  Sau trò chơi này, Young bắt đầu chơi thường xuyên hơn, đặc biệt là vào tháng Ba và tháng Tư. Anh ấy là cầu thủ dự bị không được sử dụng trong trận Chung kết EFL Cup 2017 với Southampton vào ngày 26 tháng 2, mà United đã giành chiến thắng 3-2. Young thực hiện pha kiến tạo đầu tiên trong mùa giải vào ngày 19 tháng 3 trước Middlesbrough, chuyền bóng cho Marouane Fellaini, người đánh đầu mở tỷ số ấn định chiến thắng 3–1. Vào ngày 16 tháng 4, Young đội trưởng Manchester United lần đầu tiên giành chiến thắng 2–0 trước Chelsea.  Mùa giải của anh ấy kết thúc sau khi dính chấn thương trong trận đấu với Celta Vigo trong trận bán kết lượt đi Europa League vào ngày 4 tháng 5, sau khi vào sân thay Henrikh Mkhitaryan ở phút 78.

#### 2017–2020

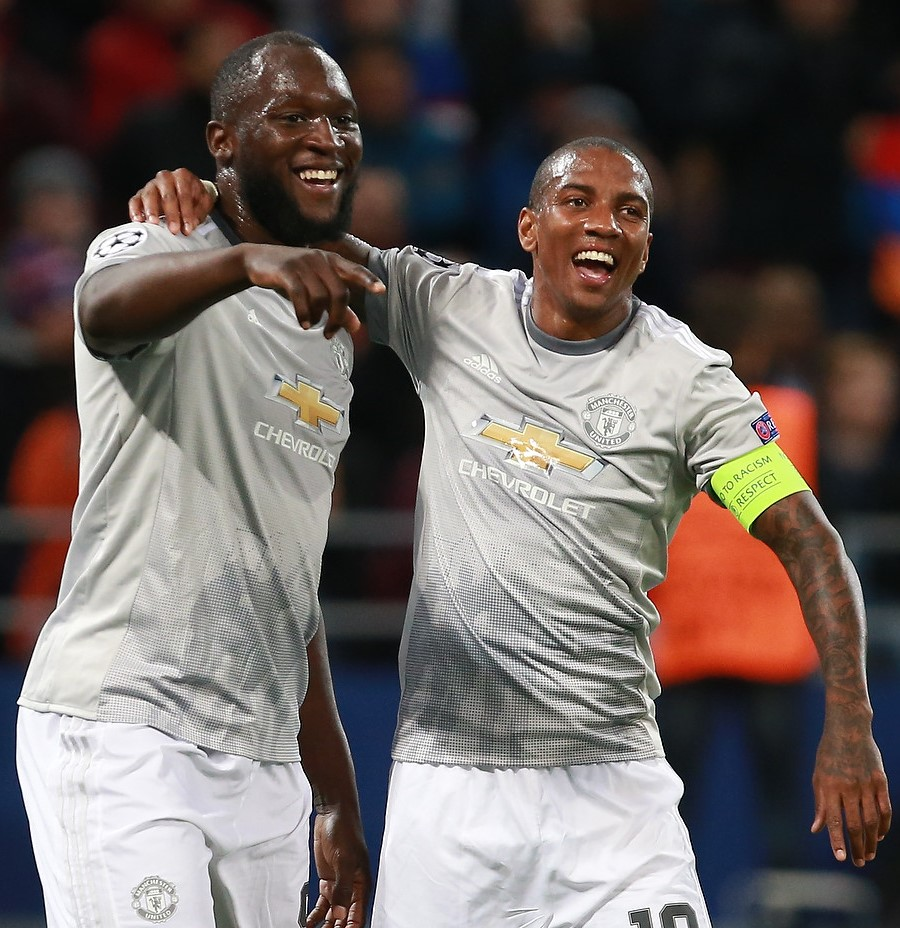
Young (phải) với Romelu Lukaku thi đấu cho Man Utd năm 2017.

Trận đấu đầu tiên của Young xuất phát ở vị trí hậu vệ phải vào ngày 12 tháng 9 năm 2017 trong chiến thắng 3–0 trước Basel ở Champions League, hỗ trợ ghi bàn mở tỷ số bằng đường chuyền cho Marouane Fellaini ở phút 35, anh cũng là đội trưởng của đội cuộc thi đấu. Màn trình diễn của anh ấy đã giúp anh ấy xuất phát ở vị trí hậu vệ trái trong chiến thắng 4–0 của United trước Everton vào ngày 17 tháng 9. Vào ngày 28 tháng 11, Young ghi một cú đúp lần đầu tiên kể từ tháng 3 năm 2012 vào lưới câu lạc bộ cũ của anh ấy là Watford, hai bàn mở tỷ số, một trong số đó là cú sút phạt từ cự ly 30 mét vào góc cao bên trái, trong chiến thắng 4–2. tại Vicarage Road.
Vào tháng 2 năm 2019, Young ký hợp đồng mới với Manchester United đến năm 2020. Anh được bổ nhiệm làm đội trưởng câu lạc bộ United vào tháng 8 năm 2019.
Young ghi bàn thắng cuối cùng trong sự nghiệp ở Manchester United vào ngày 12 tháng 12 năm 2019, ghi bàn đầu tiên trong chiến thắng 4-0 trước AZ Alkmaar ở vòng bảng Europa League.

### Inter Milan
Young đã ký hợp đồng với câu lạc bộ Serie A, Inter Milan vào ngày 17 tháng 1 năm 2020 trong phần còn lại của mùa giải 2019–20, với tùy chọn gia hạn thêm một mùa giải. Phí chuyển nhượng được cho là khoảng 1,5 triệu euro (1,28 triệu bảng Anh). Anh trở thành một trong ba cựu cầu thủ Premier League ký hợp đồng với Inter Milan trong cùng thời điểm, với Victor Moses và Christian Eriksen gia nhập câu lạc bộ ngay sau đó. Trong trận đấu đầu tiên của anh ấy cho câu lạc bộ, Young đã kiến tạo cho Lautaro Martínez trong trận hòa 1-1 trước Cagliari. Anh ghi bàn thắng đầu tiên cho câu lạc bộ trong trận thua 2-1 trước Lazio vào ngày 16 tháng 2.
Inter vô địch Serie A 2020–21. Young trở thành người Anh thứ ba để giành danh hiệu vô địch tại Ý, đầu tiên là Jimmy Greaves trong năm 1962 và Gerry Hitchens trong năm 1963, cũng cho Nerazzurri.

### Trở lại Aston Villa
Vào ngày 17 tháng 6 năm 2021, Young ký hợp đồng một năm với Aston Villa để trở lại câu lạc bộ theo dạng chuyển nhượng tự do trong giai đoạn thứ hai. Anh chính thức gia nhập Aston Villa vào ngày 1 tháng 7, khi hợp đồng với Inter của anh hết hạn. Young có trận ra mắt lần thứ hai cho Aston Villa vào ngày 14 tháng 8 năm 2021, trong trận thua 3–2 trước đội bóng cũ Watford.

## Sự nghiệp quốc tế

### Đội U-21
Kết quả là phong độ của anh ấy cho Watford trong mùa giải 2005–06, vào tháng 2 năm 2006, Young được gọi vào đội tuyển Anh của Peter Taylor để đối đầu với đội Serie B của Ý cùng với đồng đội Chris Eagles. Young bắt đầu cùng với Eagles trong chiến thắng 1–0, chơi trong hiệp một. Phong độ tiếp tục của anh ấy trong mùa giải 2006–07 giúp anh ấy được gọi đầu tiên dưới 21 tuổi của Anh gặp Thụy Sĩ vào tháng 9 năm 2006. Young đã chơi 15 phút cuối cùng của trận đấu khi Anh ghi bàn thắng muộn để giành chiến thắng 3–2, đứng đầu của họ và lọt vào vòng play-off để giành một suất tham dự Giải vô địch U21 châu Âu 2007. Tại các trận chung kết, Young đã chơi ba lần. Anh ấy đã tham gia vào trận bán kết đá luân lưu với chủ nhà Hà Lan , ghi hai bàn trong loạt đá luân lưu khi Anh thua 13–12. Từ năm 2006 đến 2007, anh ấy đã có 10 lần khoác áo đội bóng dưới 21 tuổi.

### Đội tuyển quốc gia

#### Sự nghiệp ban đầu
Vào ngày 31 tháng 8 năm 2007, Steve McClaren lần đầu tiên gọi Young vào đội hình chính thức của đội tuyển Anh , đối đầu với Nga và Israel ở vòng loại UEFA Euro 2008. Anh lại được gọi vào vòng loại Euro 2008 để đối đầu với Estonia và Nga. Vào ngày 16 tháng 11 năm 2007, Young đã có trận ra mắt quốc tế khi vào sân thay người trong hiệp một cho đội tuyển Anh trong trận giao hữu với Áo. Anh ấy đã xuất hiện trong trận giao hữu giữa Anh với Đức vào tháng 11 năm 2008, vào sân thay người trong hiệp hai. Anh ấy cũng là một phần của đội hình xuất phát ở Fabio Capello. Đội tuyển Anh trong trận giao hữu với Hà Lan tại Amsterdam Arena vào ngày 12 tháng 8 năm 2009. Young đã không lọt vào danh sách 30 người của Capello cho World Cup 2010 tại Nam Phi.

#### UEFA Euro 2012

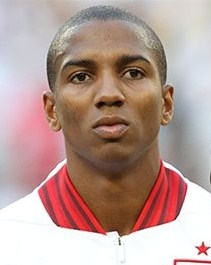
Young với Đội tuyển Anh tại UEFA Euro 2012.

Vào ngày 12 tháng 10 năm 2010, Young có trận đấu đầu tiên cho đội tuyển Anh trong trận đấu vòng loại Euro 2012 với Montenegro. Anh ghi bàn thắng quốc tế đầu tiên trong trận giao hữu trên sân khách với Đan Mạch vào ngày 9 tháng 2 năm 2011 tại Copenhagen, đó là bàn thắng ấn định chiến thắng. Young cũng ghi bàn một lần nữa vào lưới Thụy Sĩ vào ngày 4 tháng 6 năm 2011, khi anh ghi bàn gỡ hòa bằng cú vô-lê từ rìa vòng cấm, sau khi vào sân thay Frank Lampard trong hiệp một. Vào ngày 6 tháng 9 năm 2011, Young ghi bàn thắng duy nhất cho đội tuyển Anh trong trận thắng 1-0 ở vòng loại Euro 2012 trước Xứ Wales. Vào ngày 7 tháng 10 năm 2011, anh ghi bàn thắng đầu tiên cho đội tuyển Anh trước Montenegro, và lập công cho Darren Bent lần thứ hai. Anh đã hòa trận đấu với tỷ số 2–2 để đảm bảo suất tham dự UEFA Euro 2012. Vào ngày 29 tháng 2 năm 2012, Young ghi bàn thắng quốc tế thứ năm trong trận thua 3–2 trên sân nhà trước Hà Lan trong một trận giao hữu diễn ra tại Sân vận động Wembley .
Vào ngày 26 tháng 5 năm 2012, Young đã ghi bàn thắng thứ sáu, cũng như bàn thắng thứ tư liên tiếp quốc tế của anh ấy trong trận đấu khởi động UEFA Euro 2012 với Na Uy. Anh trở thành cầu thủ bóng đá Anh đầu tiên kể từ Wayne Rooney ghi bàn trong bốn lần ra sân quốc tế liên tiếp. Trong trận đấu tiếp theo của anh ấy cho đội tuyển Anh gặp Bỉ , anh ấy đã kiến tạo cho bàn thắng đầu tiên của đội tuyển Anh. Young đã ra sân trong cả 4 trận đấu của đội tuyển Anh tại Euro 2012, mà đỉnh cao là thất bại ở tứ kết trước Ý trên chấm phạt đền; Young là một trong hai cầu thủ Anh đá hỏng quả phạt đền khi Ý giành chiến thắng 4–2 để vào bán kết gặp Đức. Anh ta và cầu thủ không thành công khác, Ashley Cole, đã phải đối mặt với sự phân biệt chủng tộc trực tuyến vì cuộc thi hoa hậu, điều này đã bị cảnh sát điều tra.

#### 2017–2018

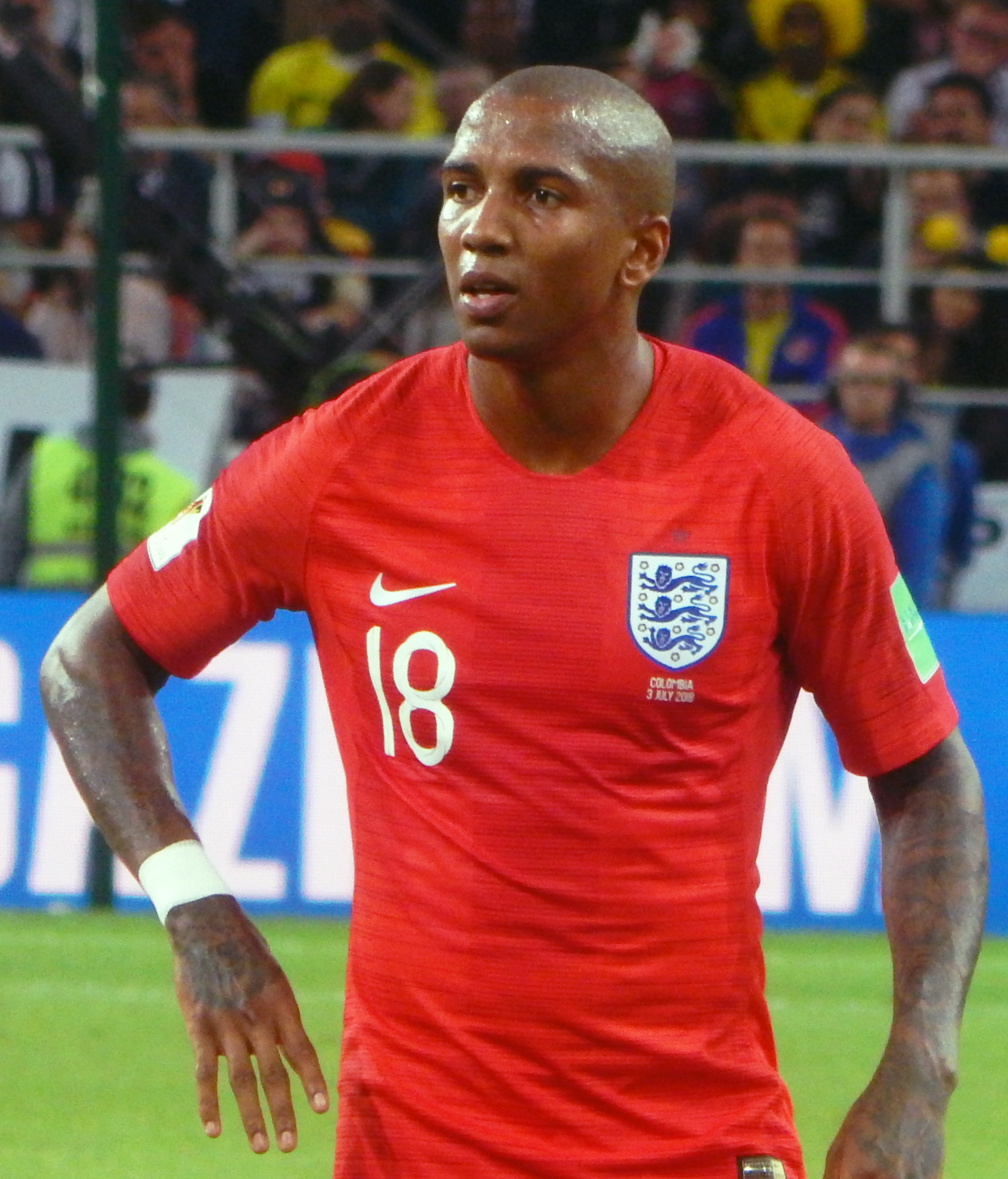
Young thi đấu cho đội tuyển Anh tại FIFA World Cup 2018.

Sau gần 4 năm không được gọi vào đội tuyển quốc gia, Young được Gareth Southgate gọi lại cho các trận giao hữu sắp tới với Đức và Brazil vào ngày 2 tháng 11 năm 2017.  Anh ra sân trong trận đấu sau đó vào ngày 14 tháng 11, vào sân cho Ryan Bertrand ở phút 80, ghi bàn gỡ hòa 0–0.
Young đã có tên trong danh sách 23 người của Southgate cho FIFA World Cup 2018. Anh là hậu vệ trái được lựa chọn đầu tiên của Anh ở Nga, chơi toàn bộ hai trận vòng bảng đầu tiên của họ với Tunisia và Panama. Với suất vào vòng loại trực tiếp sau khi thắng cả hai trận, Young được nghỉ cho trận đấu cuối cùng với Bỉ, trước khi trở lại vòng 16 đội với đội đứng đầu bảng H Colombia. Trận đấu đó bước sang hiệp phụ, nhưng Young đã được thay thế bởi Danny Rose ở phút thứ 12 của hiệp phụ và không đá luân lưu sau khi trận đấu kết thúc với tỷ số hòa 1-1. Anh thắng 4–3 trên chấm phạt đền và tiến vào tứ kết gặp Thụy Điển, đội mà Young lại chơi trọn vẹn 90 phút khi Anh thắng 2–0, với Young kiến tạo cho bàn thắng mở tỷ số của Harry Maguire từ quả phạt góc. Trong trận bán kết với Croatia, Young một lần nữa bắt đầu trận đấu, nhưng lại bị thay ra bởi Rose ở đầu hiệp phụ, với tỷ số 1–1 sau 90 phút. Anh cuối cùng thua trận với tỷ số 2-1 sau hiệp phụ, và Young không đá trong trận play-off tranh hạng ba với Bỉ.

## Phong cách thi đấu
Young đã chơi ở nhiều vị trí khác nhau: mặc dù chủ yếu là tiền vệ cánh, anh ấy cũng đã trải qua thời gian thi đấu ở vị trí tiền đạo - dưới thời Boothroyd ở Watford và từng dưới thời Van Gaal ở Manchester United  - cũng như trong một vai trò tự do phía sau tiền đạo cho Aston Villa.
Trong những năm cuối của anh ấy tại United, Young được phát minh lại ở vị trí hậu vệ, được triển khai như một hậu vệ cánh trái hoặc hậu vệ cánh. Martin Laurence của WhoScored đã tuyên bố vào năm 2018 rằng " Luke Shaw không thể có được một suất đá chính ở Manchester United và điều đó là do phong độ của Ashley Young, người đã thích nghi với một vai trò mới tuyệt vời. Young hiện đang chứng tỏ là một người năng nổ và Hậu vệ thông minh, tất cả trong khi vẫn cung cấp một mối đe dọa về phía trước với đường chuyền của anh ấy vào vòng cấm. Ở phong độ hiện tại, cầu thủ 32 tuổi không nên chỉ thực hiện một cú cắt, mà được coi là sự lựa chọn hàng đầu của đội tuyển Anh." Vào ngày 12 tháng 9 năm 2017 Young được bố trí ở vị trí hậu vệ phải trong chiến thắng 3–0 trước Basel tại Champions League, hỗ trợ mở tỷ số bằng đường chuyền cho Marouane Fellaini ở phút 35, Young cũng là đội trưởng của trận đấu.

## Thống kê sự nghiệp

### Câu lạc bộ
Tính đến 5 tháng 11 năm 2021.
| Câu lạc bộ          | Mùa giải            | Giải vô địch        | Giải vô địch | Giải vô địch | Cúp quốc gia | Cúp quốc gia | Cúp liên đoàn | Cúp liên đoàn | Châu Âu | Châu Âu | Khác | Khác | Tổng cộng | Tổng cộng |
| Câu lạc bộ          | Mùa giải            | Hạng đấu            | Trận         | Bàn          | Trận         | Bàn          | Trận          | Bàn           | Trận    | Bàn     | Trận | Bàn  | Trận      | Bàn       |
| ------------------- | ------------------- | ------------------- | ------------ | ------------ | ------------ | ------------ | ------------- | ------------- | ------- | ------- | ---- | ---- | --------- | --------- |
| Watford             | 2003–04             | First Division      | 5            | 3            | 0            | 0            | 1             | 0             | –       | –       | –    | –    | 6         | 3         |
| Watford             | 2004–05             | EFL Championship    | 34           | 0            | 0            | 0            | 4             | 0             | –       | –       | –    | –    | 38        | 0         |
| Watford             | 2005–06             | EFL Championship    | 39           | 13           | 1            | 1            | 0             | 0             | –       | –       | 3    | 1    | 43        | 15        |
| Watford             | 2006–07             | Premier League      | 20           | 3            | 1            | 0            | 2             | 1             | –       | –       | –    | –    | 23        | 4         |
| Watford             | Tổng cộng           | Tổng cộng           | 98           | 19           | 2            | 1            | 7             | 1             | –       | –       | 3    | 1    | 110       | 22        |
| Aston Villa         | 2006–07             | Premier League      | 13           | 2            | 0            | 0            | 0             | 0             | –       | –       | –    | –    | 13        | 2         |
| Aston Villa         | 2007–08             | Premier League      | 37           | 8            | 1            | 0            | 1             | 0             | –       | –       | –    | –    | 39        | 8         |
| Aston Villa         | 2008–09             | Premier League      | 36           | 8            | 3            | 0            | 1             | 0             | 8       | 2       | –    | –    | 48        | 10        |
| Aston Villa         | 2009–10             | Premier League      | 37           | 5            | 6            | 2            | 5             | 2             | 2       | 0       | –    | –    | 49        | 9         |
| Aston Villa         | 2010–11             | Premier League      | 34           | 7            | 2            | 0            | 3             | 2             | 1       | 0       | –    | –    | 39        | 9         |
| Aston Villa         | Tổng cộng           | Tổng cộng           | 157          | 30           | 12           | 2            | 10            | 4             | 11      | 2       | –    | –    | 190       | 38        |
| Manchester United   | 2011–12             | Premier League      | 25           | 6            | 0            | 0            | 0             | 0             | 7       | 2       | 1    | 0    | 33        | 8         |
| Manchester United   | 2012–13             | Premier League      | 19           | 0            | 2            | 0            | 0             | 0             | 2       | 0       | –    | –    | 23        | 0         |
| Manchester United   | 2013–14             | Premier League      | 20           | 2            | 0            | 0            | 2             | 1             | 8       | 0       | 0    | 0    | 30        | 3         |
| Manchester United   | 2014–15             | Premier League      | 26           | 2            | 3            | 0            | 0             | 0             | –       | –       | –    | –    | 29        | 2         |
| Manchester United   | 2015–16             | Premier League      | 18           | 1            | 1            | 0            | 2             | 0             | 5       | 0       | —    | —    | 26        | 1         |
| Manchester United   | 2016–17             | Premier League      | 12           | 0            | 3            | 0            | 1             | 0             | 7       | 0       | 0    | 0    | 23        | 0         |
| Manchester United   | 2017–18             | Premier League      | 30           | 2            | 4            | 0            | 0             | 0             | 4       | 0       | 0    | 0    | 38        | 2         |
| Manchester United   | 2018–19             | Premier League      | 30           | 2            | 3            | 0            | 1             | 0             | 7       | 0       | —    | —    | 41        | 2         |
| Manchester United   | 2019–20             | Premier League      | 12           | 0            | 1            | 0            | 2             | 0             | 3       | 1       | —    | —    | 18        | 1         |
| Manchester United   | Tổng cộng           | Tổng cộng           | 192          | 15           | 17           | 0            | 8             | 1             | 43      | 3       | 1    | 0    | 261       | 19        |
| Inter Milan         | 2019–20             | Serie A             | 18           | 4            | 2            | 0            | —             | —             | 5       | 0       | —    | —    | 25        | 4         |
| Inter Milan         | 2020–21             | Serie A             | 26           | 1            | 3            | 0            | —             | —             | 5       | 0       | —    | —    | 34        | 1         |
| Inter Milan         | Tổng cộng           | Tổng cộng           | 44           | 5            | 5            | 0            | —             | —             | 10      | 0       | —    | —    | 59        | 5         |
| Aston Villa         | 2021–22             | Premier League      | 11           | 0            | 0            | 0            | 1             | 0             | —       | —       | —    | —    | 12        | 0         |
| Tổng cộng sự nghiệp | Tổng cộng sự nghiệp | Tổng cộng sự nghiệp | 502          | 69           | 35           | 2            | 27            | 7             | 64      | 5       | 4    | 1    | 632       | 84        |

### Đội tuyển quốc gia
Tính đến 11 tháng 7 năm 2018.
| Anh       | Anh  | Anh |
| Năm       | Trận | Bàn |
| --------- | ---- | --- |
| 2007      | 1    | 0   |
| 2008      | 3    | 0   |
| 2009      | 3    | 0   |
| 2010      | 4    | 0   |
| 2011      | 7    | 4   |
| 2012      | 9    | 2   |
| 2013      | 4    | 1   |
| 2014      | 0    | 0   |
| 2015      | 0    | 0   |
| 2016      | 0    | 0   |
| 2017      | 0    | 0   |
| 2018      | 8    | 0   |
| Tổng cộng | 39   | 7   |

### Bàn thắng quốc tế
Tính đến 3 tháng 7 năm 2018.
| # | Ngày                | Địa điểm                                           | Đối thủ    | Bàn thắng | Kết quả | Giải đấu                      |
| - | ------------------- | -------------------------------------------------- | ---------- | --------- | ------- | ----------------------------- |
| 1 | 9 tháng 2 năm 2011  | Sân vận động Parken, Copenhagen, Đan Mạch          | Đan Mạch   | 2–1       | 2–1     | Giao hữu                      |
| 2 | 4 tháng 6 năm 2011  | Sân vận động Wembley, London, Anh                  | Thụy Sĩ    | 2–2       | 2–2     | Vòng loại UEFA Euro 2012      |
| 3 | 6 tháng 9 năm 2011  | Sân vận động Wembley, London, Anh                  | Wales      | 1–0       | 1–0     | Vòng loại UEFA Euro 2012      |
| 4 | 7 tháng 10 năm 2011 | Sân vận động Podgorica City, Podgorica, Montenegro | Montenegro | 1–0       | 2–2     | Vòng loại UEFA Euro 2012      |
| 5 | 29 tháng 2 năm 2012 | Sân vận động Wembley, London, Anh                  | Hà Lan     | 2–2       | 2–3     | Giao hữu                      |
| 6 | 26 tháng 5 năm 2012 | Sân vận động Ullevaal, Oslo, Na Uy                 | Na Uy      | 1–0       | 1–0     | Giao hữu                      |
| 7 | 22 tháng 3 năm 2013 | Sân vận động San Marino, Serravalle, San Marino    | San Marino | 4–0       | 8–0     | Vòng loại FIFA World Cup 2014 |

## Danh hiệu

### Câu lạc bộ

#### Aston Villa
- Football League Cup: Á quân 2009–10[2]

#### Manchester United
- Premier League (1): 2012–13[3]
- FA Cup (1): 2015–16[4]
- EFL Cup (1): 2016–17
- FA Community Shield (2): 2011, 2013
- UEFA Europa League (1): 2016–17[5]

#### Inter Milan
- Serie A (1): 2020–21

### Cá nhân
- Cầu thủ trẻ xuất sắc nhất mùa giải của Watford (1): 2004–05
- PFA Championship Team of the Year (1): 2005–2006
- PFA Premier League Team of the Year (2): 2007–08, 2008–09
- PFA Young Player of the Year (1): 2008–09
- Premier League Player of the Month (3): Tháng 4/2008, Tháng 9/2008, Tháng 12/2008